# 松山ホステス殺害事件
松山ホステス殺害事件（まつやまホステスさつがいじけん）は、1982年8月に愛媛県松山市で発生した福田和子による殺人事件である。

## 概要
1982年8月19日に愛媛県松山市のマンションでホステス（当時31歳）が元同僚のホステスであった福田和子（当時34歳）に殺害され、福田和子とその夫がマンションから家財道具を運び去って逃亡。家財一式が奪われたうえに、女性の遺体が松山市内の山中に遺棄された強盗殺人及び死体遺棄事件である。
福田和子と夫が松山に向かったのは、被害者の女性とは別の知人と会うためだったが知人は不在であった。
この事件で注目されたのが、犯人の福田和子が整形手術を受けたうえで当時の強盗殺人罪の公訴時効である15年（延長を経て、現在は無期限）直前まで逮捕されず逃亡したことであり、マスコミ報道を見た市民による通報で逮捕されるとの劇的な幕切れを迎えたことであった。
事件当時、和子には夫と4人の子がいた。
殺害後、夫は和子に自首を勧めたが和子はこれを拒み、被害者宅の家財道具は一式、和子が松山市内に借りたアパートに運び込まれ、この運び入れに際して多くの目撃証言があり、松山東警察署は強殺事件として捜査を開始した。
犯行4日後、和子は松山駅から急行列車と宇高連絡船で本州に逃亡、15年にも及ぶ当て所ない逃亡生活を始める。当初の逃走資金は60万円ほどであった。夫は死体遺棄の共犯で逮捕され、有罪判決を受けた。
和子は早速、金沢市内で求職するも34歳という年齢から飲食店関係に採用されなかったが、不採用であったスナックに飲みに行き情の深い経営者に採用された。採用2日後、整形手術を受けるため上京した後、店に戻り、そこで石川県内の和菓子屋の店主と知り合い交際し内縁関係となる。3代続く老舗和菓子店を切り盛りし、店の売り上げも相当に伸びたという、また親戚と偽り実子を呼び寄せ店で働かせている。
3年後、指名手配書が全国に貼られ、和菓子屋の家族も和子の素性を疑い始め通報、店の知人の通夜の手伝い中に金沢中警察署員が斎場に急行したが、それを察知した和子は自転車で逃走し、名古屋市に向かう。市内のラブホテルで住み込みの客室係として採用される。しかし、たまたま名古屋市の緑警察署に運転免許証の更新に行った同僚が指名手配写真を見て、和子に自首を勧めたため逃亡、市内の別のラブホテルの面接を受けたが、その際顔写真と雇用契約の拇印をとられたため、1988年5月13日名古屋市から離れ福井市に現れ、求職し住み込みでホステスをする。1992年大阪市内の売春宿に移るが、すぐに辞める。松山東警察署は公訴時効が迫っていることに焦り始め、手配写真入りのテレホンカードの配布、肉声の公開、懸賞金100万円という近代警察史上前例のない捜査手法を採用した。
公訴時効まで1年の頃には、再び福井市の福井駅前のビジネスホテルを定宿にしていた。
公訴時効直前の大々的なテレビの特別番組が、和子が行きつけにしていた福井市内のおでん屋の常連客の目に留まり、店に立ち寄った和子の指紋のついたビール瓶とグラスとマラカスが回収され、その後店を出たところで逮捕された。身柄は福井駅から岡山駅まで鉄道、岡山駅からは自動車で松山東警察署に移送された。

## 関連書籍
- 福田和子 『涙の谷―私の逃亡、十四年と十一カ月十日』（扶桑社、1999年）
- 福田和子 『涙の谷』（扶桑社、2002年）
- 『わが母・福田和子「逃亡の秘密」』（『文藝春秋』1999年7月号　第77巻第7号）

実子による事件のあらまし及び母親に対する回想録。子供の立場から見た母親としての福田和子像を描いたものである。
- 佐木隆三 『悪女の涙 福田和子の逃亡十五年』（新潮社、1999年）
- 松田美智子 『福田和子はなぜ男を魅了するのか ＜松山ホステス殺人事件＞全軌跡』（幻冬舎、1999年）
- 松田美智子 『整形逃亡 松山ホステス殺人事件』（幻冬舎、2000年）
- 大庭嘉文 『逃げる福田和子 極限生活15年の全真相』（リヨン社、1999年）
- 大下英治 『魔性 福田和子 整形逃亡5459日』（徳間文庫、2001年）

## 関連作品

### テレビドラマ
- 金曜エンタテイメント「実録 福田和子」（フジテレビ・共同テレビ制作、2002年8月2日放送フジテレビ系）

『涙の谷』を原作に、『わが母・福田和子「逃亡の秘密」』の内容も織り込んだもの。ドラマ化について福田和子は「大竹さんが演じてくださることを喜んでいる」と獄中からコメントした。
出演者 - 大竹しのぶ（和子）・段田安則（2番目の結婚相手）・山田孝之（最初の夫の長男）・赤座美代子（和子の実母）・羽場裕一・橋本さとし・梅宮万紗子・青木伸輔・佐野史郎・藤田弓子ほか
ナレーション - 近藤サト
企画 - 長部聡介（フジテレビ）
脚本 - 神山由美子
プロデューサー - 中山和記
演出 - 福本義人
- 実録ドラマスペシャル 女の犯罪ミステリー 『福田和子 整形逃亡15年』 （テレビ朝日・東映制作、2016年3月16日放送）

雑誌社の新人記者の夏希は、編集長の勝矢に命じられ、30年以上前に起きた松山ホステス殺害事件の犯人・福田和子を取材する事になり、その足跡をたどる旅へ出る。
出演者 - 寺島しのぶ（福田和子）、松岡茉優（如月夏希）、安田顕（勝矢真司）、滝藤賢一、キムラ緑子、中村倫也、眞島秀和、杉本哲太、木村佳乃、芦川よしみ、比留間由哲、石住昭彦、萬雅之、三谷昌登、兵頭有紀、松島紫代、谷口高史ほか

### 映画
- 『kamome/カモメ』（監督：中村幻児、主演：清水ひとみ）
- 『顔』（2000年、松竹、監督：阪本順治、主演：藤山直美）

福田和子の事件にヒントを得ている。

### 小説
- 『逃亡者』（折原一著、文藝春秋社）

福田和子の事件にヒントを得ている。

### 漫画
- 『逃げる女―松山ホステス殺害事件』（原作・秋本誠、漫画・堀戸けい）

### その他
- 『ザ・ノンフィクション　和子の場合』（2011年3月6日 フジテレビ系列）

## 関連事件
- 松山刑務所事件 - 福田和子が服役中に被害者となった事件。服役中の暴力団員が看守を買収、暴力団員や看守が女性囚人に性的暴行などを行った。福田が自首せず逃亡を決意した遠因とされる。
- 西口彰事件 - 殺人容疑で指名手配され、逃亡先で殺人を繰り返した。
- 品川同性愛者殺害事件 - 被疑者の女が逃亡中に11の偽名を使って4人の男性を手玉にとって生計を立てたと言われ「第2の福田和子」と呼ばれた。
- リンゼイ・アン・ホーカー殺害事件 - 被疑者の男が逃亡の際に整形手術をしたことから、「男性版福田和子」として話題になった。